# Jestem tu nowa
Jestem tu nowa – czwarty solowy album studyjny polskiej piosenkarki Anny Wyszkoni, który został wydany 31 marca 2017.
Album dotarł do 5. miejsca zestawienia OLiS i uzyskał status złotej płyty.
Album promowały cztery single: „Oszukać los”, „Nie chcę Cię obchodzić”, „Zanim to powiem” oraz „Mimochodem”.
26 października 2018 wydana została reedycja płyty, zawierająca dwie płyty: na pierwszej znalazły się piosenki ze standardowej wersji albumu, a na drugiej, noszącej tytuł The Best of – Acoustic Live 2018 – zbiór akustycznych przebojów Wyszkoni nagranych na żywo i zarejestrowanych na początku 2018. Wydawnictwo promuje singiel „Cisza tak dobrze brzmi”.

## Lista utworów
1. „Oszukać los” – 3:28
2. „Nie chcę Cię obchodzić” – 3:04
3. „Mimochodem” – 4:09
4. „Zanim to powiem” – 3:03
5. „Cisza tak dobrze brzmi” – 3:09
6. „Do góry nogami” – 3:15
7. „Z bezsennej nocy w jasny dzień” – 3:51
8. „Senne popołudnie” – 3:44
9. „Jestem tu nowa” – 3:37
10. „Napisy końcowe” – 3:58

## Pozycja na liście sprzedaży
| Kraj   | Lista sprzedaży (2017)    | Najwyższa pozycja |
| ------ | ------------------------- | ----------------- |
| Polska | Oficjalna Lista Sprzedaży | 5                 |